# Miquel Àngel Riera
Miquel Àngel Riera Nadal (Manacor, Baleares, 29 de abril de 1930 - Palma de Mallorca, 20 de julio de 1996) fue un escritor español en lengua catalana.
Estudió Derecho en la Universidad de Barcelona, donde se licenció en 1956. Fue galardonado con el Premio Cruz de San Jorge de la Generalidad de Cataluña en 1988.

## Obra

### Poesía
- Poemes a Nai, 1965
- Biografía (1969 - 1970 )
- Paràbola i clam de la cosa humana, 1974
- La bellesa de l'home, 1979
- Llibre de benaventurances, 1980
- El pis de la badia, 1992

### Novela
- Fuita i martiri de Sant Andreu Milà, 1973
- Morir quan cal, 1974
- L'endemà de mai, 1978
- Panorama amb dona, 1984
- Els déus inaccesibles, 1987
- Illa Flaubert, 1991

### Cuentos
- La rara anatomia dels centaures, 1979

### Traducciones
- Poemes de l'enyorament, de Rafael Alberti, 1972

## Premios
- Premio Ciudad de Palma-Joan Alcover de Poesía en Catalán 1972
- Premio Sant Jordi de novela por La casa encesa, 1973.
- Serra d'Or, 1975
- Premio Nacional de la crítica, 1979
- Serra d'Or, 1984
- Premio Nacional de Literatura Catalana, 1988
- Creu de Sant Jordi, 1989
- Premio Josep Pla, 1990
- Premio Joan Crexells de narrativa, 1990
- Premio Nacional de la crítica, 1991
- Premio Ciutat de Barcelona, 1991